# Інваріант графа

Приклад графа, який має такі властивості як планарність та зв'язність, також має порядок 6, розмір 7, діаметр 3, обхват 3, вершину зв'язність 1, та послідовність степенів вершин <3, 3, 3, 2, 2, 1>

Інваріант графа в теорії графів — деяке значення (зазвичай числове) або упорядкований набір значень (хеш-функція), яке характеризує структуру графа {\displaystyle G=(V,E)} і не залежить від способу позначення вершин або графічного зображення графа. Відіграє важливу роль при перевірці ізоморфізму графів, а також в задачах комп'ютерної хімії.

## Приклади інваріантів
До інваріантів графа відносяться:
- Діаметр графа {\displaystyle \mathrm {diam} (G)} — довжина найкоротшого шляху (відстані) між парою найвіддаленіших вершин.
- Інваріант Колен де Вердьєра.
- Індекс Вінера[1][2] — величина

{\displaystyle w=\sum _{\forall i,j}d(v_{i},v_{j})},
де {\displaystyle d(v_{i},v_{j})} — мінімальна відстань між вершинами {\displaystyle v_{i}} і {\displaystyle v_{j}}.
- Індекс Рандича — величина

{\displaystyle r=\sum _{(v_{i},v_{j})\in V}{\frac {1}{\sqrt {d(v_{i})d(v_{j})}}}}.
- Індекс Хосойі — число парувань ребер графа плюс один.
- Коефіцієнт сітчастості планарного графа — відношення кількості обмежених граней графа до можливого числа граней інших планарних графів з тим самим числом вершин.
- Міні-код {\displaystyle \mu _{min}(G)} і максі-код {\displaystyle \mu _{max}(G)} матриці суміжності, які одержують шляхом виписування двійкових значень матриці суміжності в рядок з подальшим переведенням отриманого двійкового числа в десяткову форму. Міні-коду відповідає такий порядок слідування рядків і стовпців, при якому отримане значення є мінімально можливим; максі-коду — відповідно максимальним.
- Мінімальне число вершин, яке необхідно вилучити для отримання незв'язного графа.
- Мінімальне число ребер, яке необхідно вилучити для отримання незв'язного графа.
- Мінімальне число вершин, необхідне для покриття ребер.
- Мінімальне число ребер, необхідне для покриття вершин.
- Нещільність графа {\displaystyle \epsilon (G)} — число вершин максимального по включенню безреберного підграфа (найбільша кількість попарно несуміжних вершин). Легко помітити, що {\displaystyle \varphi (G)=\epsilon ({\overline {G}})} та {\displaystyle \epsilon (G)=\varphi ({\overline {G}})}.
- Охоплення графа — число ребер в складі мінімального циклу.
- Визначник матриці суміжності.
- Щільність графа {\displaystyle \varphi (G)} — число вершин максимальної по включенню кліки.
- Упорядкований за зростанням або спаданням вектор степенів вершин {\displaystyle s(G)=(d(v_{1}),d(v_{2}),\dots ,d(v_{n}))}. В алгоритмах перебору для визначення ізоморфізму графів як можливо-ізоморфні пари вершин вибираються вершини з однаковими степенями, що сприяє зменшенню трудомісткості перебору. Використання даного інваріанта для k-однорідних графів не приводить до зниження обчислювальної складності перебору, так як степені всіх вершин таких графів однакові: {\displaystyle s(G)=(k,k,\dots ,k)}.
- Упорядкований за зростанням або спаданням вектор власних чисел матриці суміжності графа (спектр графа). Сама по собі матриця суміжності не є інваріантом, так як при зміні нумерації вершин вона зазнає перестановки рядків і стовпців.
- Число вершин {\displaystyle n(G)=|A|} і число дуг/ребер {\displaystyle m(G)=|V|}.
- Число компонент зв'язності графа {\displaystyle \kappa (G)}.
- Число Хардвігера {\displaystyle \eta (G)}.
- Характеристичний многочлен матриці суміжності.
- Хроматичне число {\displaystyle \chi (G)}.

Як інваріант можна розглядати не одне з наведених вище чисел, а їх кортеж (суперіндекс) виду {\displaystyle (p_{0},p_{1},p_{2},\dots )}, якому, у свою чергу, може бути зіставлений многочлен виду
{\displaystyle P(x)=\sum _{i\geq 0}p_{i}x^{i}=p_{0}+p_{1}x+p_{2}x^{2}+\dots ,}
сумування ведеться до останнього відмінного від нуля значення {\displaystyle p_{i}}. Подібним чином можна ввести ще кілька інваріантів графа:
- {\displaystyle D(G)=\sum _{i=0}^{n}d_{i}(G)x^{i}=d_{0}(G)+d_{1}(G)x+d_{2}(G)x^{2}+\dots +d_{n}(G)x^{n}}, де {\displaystyle d_{i}(G)} — число вершин степеня i;
- {\displaystyle E(G)=\sum _{i=0}^{\epsilon (G)}e_{i}(G)x^{i}=e_{0}(G)+e_{1}(G)x+e_{2}(G)x^{2}+\dots +e_{\epsilon }(G)x^{\epsilon }}, де {\displaystyle e_{i}(G)} — число безреберних підграфів з і вершинами;
- {\displaystyle F(G)=\sum _{i=0}^{\varphi (G)}f_{i}(G)x^{i}=f_{0}(G)+f_{1}(G)x+f_{2}(G)x^{2}+\dots +f_{\varphi }(G)x^{\varphi }}, де {\displaystyle f_{i}(G)} — число повних i-вершинних підграфів (i-клік);
- {\displaystyle H(G)=\sum _{i=1}^{\eta (G)}h_{i}(G)x^{i}=h_{1}(G)x+h_{2}(G)x^{2}+\dots +h_{\eta }(G)x^{\eta }}, де {\displaystyle h_{i}(G)} — число різних стягувань зв'язного графа {\displaystyle G} на i-кліку;
- {\displaystyle K(G)=\sum _{i=1}^{n}k_{i}(G)x^{i}=k_{1}(G)x+k_{2}(G)x^{2}+\dots +k_{n}(G)x^{n}}, де {\displaystyle k_{i}(G)} — число компонент зв'язності з і вершин;
- {\displaystyle Y(G)=\sum _{i=\chi (G)}^{n}y_{i}(G)x^{i}=y_{\chi }(G)x^{\chi }+y_{\chi +1}(G)x^{\chi +1}+\dots +y_{n}(G)x^{n}}, де {\displaystyle y_{i}(G)} — число i-розфарбувань графа (правильних розфарбувань з використанням і кольорів).

Системи інваріантів графа, залежні від двох і більше параметрів, можна записати у вигляді многочленів від кількох формальних змінних {\displaystyle x,y,z,\dots } Наприклад:
- {\displaystyle A(G)=\sum _{i,j\geq 0}\alpha _{ij}(G)x^{i}y^{j}}, де {\displaystyle \alpha _{ij}(G)} — число підграфів графа {\displaystyle G}, які мають {\displaystyle i} вершин і {\displaystyle j} ребер;
- {\displaystyle B(G)=\sum _{i,k\geq 0}\beta _{ik}(G)x^{i}z^{k}}, де {\displaystyle \beta _{ik}(G)} — кількість i-вершинних підграфів, для яких число голок (ребер, які з'єднують вершини підграфа з іншими вершинами графа) дорівнює {\displaystyle k};
- {\displaystyle S(G)=\sum _{i,j,k\geq 0}s_{ijk}(G)x^{i}y^{j}z^{k}}, де {\displaystyle s_{ijk}(G)} — кількість i-вершинних підграфів, які мають {\displaystyle j} ребер і {\displaystyle k} голок (узагальнення інваріантів {\displaystyle A(G)} і {\displaystyle B(G)});
- Многочлен Татта.

Збіг інваріантів є необхідною, але не достатньою умовою наявності ізоморфізму

## Повний інваріант
Інваріант називається повним, якщо збіг інваріантів графів є необхідним і достатнім для встановлення ізоморфізму. Наприклад, кожне зі значень {\displaystyle \mu _{min}(G)} і {\displaystyle \mu _{max}(G)} є повним інваріантом для графа з фіксованим числом вершин {\displaystyle n}.

## Трудомісткість обчислення
Інваріанти розрізняються за трудомісткістю обчислення. Інваріанти {\displaystyle n(G)}, {\displaystyle m(G)}, {\displaystyle s(G)} і {\displaystyle \kappa (G)} обчислюються тривіально, в той час, як обчислення інваріантів {\displaystyle \varphi (G)}, {\displaystyle \epsilon (G)}, {\displaystyle \chi (G)}, {\displaystyle \eta (G)}, {\displaystyle \mu _{min}(G)}, {\displaystyle \mu _{max}(G)} і залежних від них може бути досить обчислювально важким. Існують ймовірнісні алгоритми визначення значень наведених «важкообчислюваних» інваріантів, однак застосування подібних алгоритмів допускається не завжди.
В даний час повний інваріант графа, обчислюваний за поліноміальний час, невідомий, проте не доведено, що він не існує. Спроби його відшукання неодноразово робилися в 60-х — 80-х роках XX століття, однак не увінчалися успіхом.

## Застосування в комп'ютерній хімії
Багато інваріантів (топологічні індекси) використовуються в комп'ютерній хімії для вирішення широкого кола загальних і спеціальних завдань. До цих завдань відносяться: пошук речовин з наперед заданими властивостями (пошук залежностей типу «структура-властивість», «структура-фармакологічна активність»), первинна фільтрація структурної інформації для безповторної генерації молекулярних графів заданого типу та ряд інших. Часто при цьому поряд з топологічними індексами (залежними тільки від структури молекули) використовується інформація і про хімічний склад з'єднання.